# 皇家气象学会
皇家气象学会（英語：Royal Meteorological Society）是一个位于英国的气象学会。

## 历史
1850年4月3日在英国伯克郡雷丁成立，是世界上最早的气象学会。1883年被授予皇家特許狀改为现在名字。主要发表期刊有《皇家气象学会季刊》。